# جميرينكا
جميرينكا (Жмеринка) هي مدينة في محافظة فينيتسا في أوكرانيا.
يبلغ عدد سكانها حوالي 36260 نسمة.

## توأمة
لجميرينكا اتفاقيات توأمة مع كل من:
- شاكي
- Skarżysko-Kamienna [الإنجليزية]‏ منذ (2001 - )